# Labrousse
Labrousse é uma comuna francesa na região administrativa de Auvérnia-Ródano-Alpes, no departamento de Cantal. Estende-se por uma área de 19,64 km². Em 2010 a comuna tinha 516 habitantes (densidade: 26,3 hab./km²).